# Winamac
La ville de Winamac est le siège du comté de Pulaski, situé dans l'Indiana, aux États-Unis.

## Démographie
| Groupe            | Winamac | Indiana | États-Unis |
| ----------------- | ------- | ------- | ---------- |
| Blancs            | 97,2    | 84,3    | 72,4       |
| Afro-Américains   | 0,5     | 9,1     | 12,6       |
| Asiatiques        | 0,4     | 1,6     | 4,8        |
| Autres            | 0,3     | 2,7     | 6,4        |
| Métis             | 0,3     | 2,0     | 2,9        |
| Amérindiens       | 0,3     | 0,3     | 0,9        |
| Total             | 100     | 100     | 100        |
|                   |         |         |            |
| Latino-Américains | 2,3     | 6,0     | 16,7       |

Selon l'American Community Survey, pour la période 2011-2015, 96,63 % de la population âgée de plus de 5 ans déclare parler anglais à la maison, alors que 1,59 % déclare parler l'espagnol, 0,81 % l'allemand et 0,97 % une autre langue.

## Source
- (en) Cet article est partiellement ou en totalité issu de l’article de Wikipédia en anglais intitulé « Winamac, Indiana » (voir la liste des auteurs).

1. ↑  (en) « Winamac, IN Population - Census 2010 and 2000 », sur censusviewer.com.
2. ↑  (en) « Population of Indiana - Census 2010 and 2000 », sur censusviewer.com.
3. ↑  (en) « Language spoken at home by ability to speak English for the population 5 years and over », sur factfinder.census.gov.